# Lampides emetallicus
Lampides emetallicus är en fjärilsart som beskrevs av Druce 1895. Lampides emetallicus ingår i släktet Lampides och familjen juvelvingar. Inga underarter finns listade i Catalogue of Life.